# داستان اسباب‌بازی (فرنچایز)
داستان اسباب‌بازی (به انگلیسی: Toy Story) یک فرنچایز رسانه‌ای آمریکایی است که توسط استودیوهای انیمیشن پیکسار ساخته شده و متعلق به شرکت والت دیزنی است. این فرنچایز بر روی اسباب‌بازی‌هایی تمرکز می‌کند که در جایی که انسان‌ها حضور ندارند، زنده می‌شوند همهٔ اسباب‌بازی‌ها، ناشناخته برای انسان، مخفیانه زنده هستند. اولین فیلم این مجموعه در سال ۱۹۹۵ با همین نام منتشر شد که بر گروهی از اسباب‌بازی‌های متنوع از جمله یک عروسک کابوی کلاسیک به‌نام کلانتر وودی و یک اکشن فیگور فضانورد مدرن به‌نام باز لایتیر تمرکز دارد.

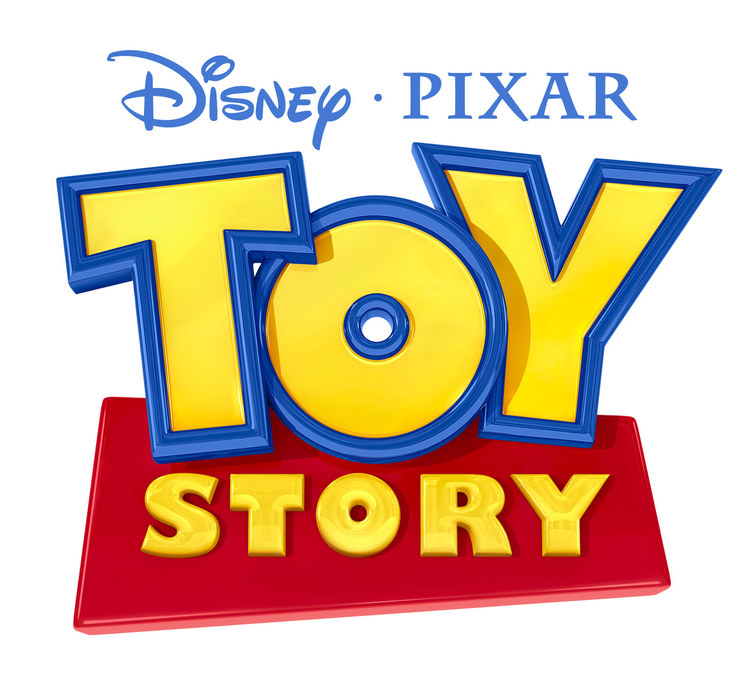
لوگوی براق از زمان پخش تیزر تریلر داستان اسباب‌بازی ۳ در ۲۹ مه ۲۰۰۹ و همزمان با نشان‌واره تخت اصلی استفاده شد.

فرنچایز داستان اسباب‌بازی عمدتاً از پنج فیلم پویانمایی بلند تشکیل شده‌است: داستان اسباب‌بازی (۱۹۹۵)، داستان اسباب‌بازی ۲ (۱۹۹۹)، داستان اسباب‌بازی ۳ (۲۰۱۰)، داستان اسباب‌بازی ۴ (۲۰۱۹) و یک فیلم اسپین‌آف به‌نام لایت‌یر (۲۰۲۲). و پنجمین فیلم اعلام شد و قرار است در سال ۲۰۲۶ اکران شود. همچنین این فرنچایز شامل یک پویانمایی دو بعدی اسپین‌آف به‌نام باز لایتیر فرماندهی ستاره: ماجراجویی آغاز می‌شود (۲۰۰۰) و یک مجموعه پویانمایی تلویزیونی باز لایتیر فرماندهی ستاره (۲۰۰۰–۲۰۰۱). اولین فیلم داستان اسباب‌بازی نخستین فیلم بلندی بود که با استفاده از تصاویر کامپیوتری ساخته‌شد. دو فیلم اول توسط جان لستر، سومین فیلم توسط لی آنکریچ (که به عنوان کارگردان مشترک فیلم دوم در کنار اش برانون عمل کرد)، چهارمین فیلم توسط جاش کولی و لایت‌یر توسط آنگوس مک‌لین کارگردانی شد. پنجمین فیلم اصلی توسط اندرو استنتون کارگردانی خواهد شد (که در نویسندگی چهار فیلم اول همکاری کرده است).
فیلم‌های داستان اسباب‌بازی با بودجه‌ای کلی معادل ۷۲۰ میلیون دلار تولید شده و تاکنون بیش از ۳٫۳ میلیارد دلار در سراسر جهان فروش داشته است. این مجموعه به بیست و یکمین فرنچایز پردرآمد و سومین فرنچایز پویانمایی پردرآمد تبدیل شده است. هر یک از فیلم‌های اصلی این مجموعه رکوردهای گیشه را شکستند و قسمت سوم و چهارم آن در میان ۵۰ فیلم پرفروش تاریخ سینما قرار دارند. این فرنچایز با تحسین منتقدان و تماشاگران مواجه شده است. دو فیلم نخست در اکتبر ۲۰۰۹ به‌عنوان یک نمایش دوگانه دیجیتال سه‌بعدی دیزنی برای حداقل دو هفته مجدداً در سینماها اکران شدند تا تبلیغی برای فیلم سوم که در آن زمان در حال ساخت بود، باشند.

## فیلم‌های اصلی
| فیلم               | تاریخ انتشار   | کارگردان      | فیلم‌نامه‌                                         | داستان                                                                                                 | تهیه‌کننده(ها)                  | آهنگساز      |
| سری اصلی           | سری اصلی       | سری اصلی      | سری اصلی                                         | سری اصلی                                                                                               | سری اصلی                       | سری اصلی     |
| ------------------ | -------------- | ------------- | ------------------------------------------------ | --- | ------------------------------ | ------------ |
| داستان اسباب‌بازی   | ۲۲ نوامبر ۱۹۹۵ | جان لستر      | جوئل کوهن، جاس ویدون، الک سوکولو و اندرو استنتون | جو رنفت، پیت داکتر، جان لستر و اندرو استنتون                                                           | بونی آرنولد و رالف گوگنهایم    | رندی نیومن   |
| داستان اسباب‌بازی ۲ | ۲۴ نوامبر ۱۹۹۹ | جان لستر      | ریتا هسیائو، اندرو استنتون و داگ چمبرلین         | اش برانون، پیت داکتر، جان لستر و اندرو استانتون                                                        | هلن پلاتکین و کارن رابرت جکسون | رندی نیومن   |
| داستان اسباب‌بازی ۳ | ۱۸ ژوئن ۲۰۱۰   | لی آنکریچ     | مایکل آرندت                                      | لی آنکریچ، جان لستر و اندرو استنتون                                                                    | دارلا کی. اندرسون              | رندی نیومن   |
| داستان اسباب‌بازی ۴ | ۲۱ ژوئن ۲۰۱۹   | جاش کولی      | اندرو استانتون و استفانی فولسوم                  | جاش کولی، مارتین هاینس‌ جان لستر،رشیدا جونز، ویل مک‌کورمک، اندرو استنتون، استفانی فولسوم و والری لاپوینت | مارک نیلسن و جوناس ریورا       | رندی نیومن   |
| داستان اسباب‌بازی ۵ | ۱۹ ژوئن ۲۰۲۶   | اندرو استنتون | اندرو استنتون                                    | اندرو استنتون                                                                                          | جسیکا چوی                      | رندی نیومن   |
| اسپین‌آف‌ها          |                |               |                                                  | |                                |              |
| لایت‌یر             | ۱۷ ژوئن ۲۰۲۲   | آنگوس مک‌لین   | انگوس مک‌لین و جیسون هدلی                         | آنگوس مک‌لین، جیسون هدلی و متیو آلدریچ                                                                  | گالین سوزمن                    | مایکل جاکینو |

### داستان اسباب‌بازی (۱۹۹۵)
داستان اسباب‌بازی، اولین قسمت از این فرنچایز، در ۲۲ نوامبر ۱۹۹۵ اکران شد. این فیلم نخستین فیلم بلند سینمایی بود که به‌طور کامل با استفاده از تصویر تولیدشده توسط کامپیوتر ساخته شد و کارگردانی آن را جان لستر بر عهده داشت. داستان فیلم درباره اندی دیویس (با صداپیشگی جان موریس)، پسری با تخیل قوی، است که در روز تولدش یک اکشن فیگور باز لایتیر (با صداپیشگی تیم آلن) هدیه می‌گیرد. این اتفاق باعث می‌شود کلانتر وودی (با صداپیشگی تام هنکس)، یک عروسک گاوچران قدیمی، تصور کند که جایگاهش به‌عنوان اسباب‌بازی محبوب اندی از دست رفته است. در رقابت برای جلب توجه اندی، وودی به‌طور تصادفی باز را از پنجره به بیرون می‌اندازد و سایر اسباب‌بازی‌ها تصور می‌کنند که او قصد کشتن باز را داشته است. برای جبران اشتباه خود، وودی تلاش می‌کند باز را نجات دهد و هر دو مجبور می‌شوند از خانه سید فیلیپس (با صداپیشگی اریک ون دتن)، پسر همسایه که از شکنجه و تخریب اسباب‌بازی‌ها لذت می‌برد، فرار کنند. علاوه بر هنکس و آلن، این فیلم شامل صداپیشگی جیم وارنی، دان ریکلس، جان راتزنبرگر، والاس شاون و آنی پاتس نیز بود. داستان اسباب‌بازی هم از نظر منتقدان و هم از نظر تجاری موفق بود و بیش از ۳۷۳ میلیون دلار در سراسر جهان فروش داشت. این فیلم بعداً همراه با داستان اسباب‌بازی ۲ در قالب یک نمایش دوگانه دیجیتال سه‌بعدی دیزنی برای مدت دو هفته مجدداً اکران شد. این بازنمایش به دلیل موفقیت مالی‌اش، فراتر از مدت تعیین‌شده ادامه یافت.

### داستان اسباب‌بازی ۲ (۱۹۹۹)
داستان اسباب‌بازی ۲، دومین قسمت از این فرنچایز، در ۲۴ نوامبر ۱۹۹۹ اکران شد. لستر بار دیگر کارگردانی این فیلم را بر عهده داشت. داستان این فیلم درباره سرقت وودی توسط یک کلکسیونر طمع‌کار اسباب‌بازی به نام اَل مک‌ویگین (با صداپیشگی وین نایت) است. در این میان، باز و چند اسباب‌بازی دیگر اندی راهی یک مأموریت نجات برای بازگرداندن وودی می‌شوند، درحالی‌که وودی در این مدت متوجه می‌شود که در گذشته یک ستاره معروف تلویزیونی بوده است. علاوه بر بازیگران اصلی، داستان اسباب‌بازی ۲ صداپیشگی جون کیوسک، کلسی گرمر، استل هریس و جودی بنسون را نیز شامل می‌شود. در ابتدا، قرار بود داستان اسباب‌بازی ۲ مستقیماً به‌صورت فیلم ویدئویی منتشر شود و مدت آن ۶۰ دقیقه باشد. بااین‌حال، مدیران دیزنی تحت تأثیر کیفیت بالای تصاویر در حال تولید قرار گرفتند و همچنین با فشار هنکس و آلن، بازیگران اصلی فیلم، تصمیم گرفتند این فیلم را به یک اثر سینمایی تبدیل کنند. این تصمیم موفقیت بزرگی را به همراه داشت، به‌طوری‌که داستان اسباب‌بازی ۲ حتی از قسمت اول نیز موفق‌تر شد و بیش از ۴۹۷ میلیون دلار در سراسر جهان فروش داشت. این فیلم در ۲ اکتبر ۲۰۰۹ به‌صورت دیجیتال سه‌بعدی دیزنی و در قالب یک نمایش دوگانه همراه با فیلم اول داستان اسباب‌بازی مجدداً اکران شد.

### داستان اسباب‌بازی ۳ (۲۰۱۰)
داستان اسباب‌بازی ۳، سومین قسمت از این فرنچایز، در ۱۸ ژوئن ۲۰۱۰، تقریباً ۱۱ سال پس از داستان اسباب‌بازی ۲ اکران شد. داستان این فیلم درباره فرستاده شدن تصادفی اسباب‌بازی‌ها به مهدکودک سانی‌ساید است، درحالی‌که صاحب آنها، اندی، در حال آماده شدن برای رفتن به دانشگاه است. اسباب‌بازی‌ها متوجه می‌شوند که در مهدکودک سانی‌ساید، تمام اسباب‌بازی‌ها تحت سلطه یک خرس عروسکی شرور به نام لاتسو (با صداپیشگی ند بیتی) قرار دارند. در این میان، وودی روزنه‌ای از امید را پیدا می‌کند؛ چراکه بانی، دختربچه‌ای از همان مهدکودک که با مهربانی از اسباب‌بازی‌هایش مراقبت می‌کند، ممکن است خانه جدیدی برای او باشد. در این فیلم، بلیک کلارک جایگزین جیم وارنی که در سال ۲۰۰۰ درگذشت، شد. از دیگر صداپیشگان جدید این قسمت می‌توان به مایکل کیتون، تیموتی دالتون، جف گارلین، کریستین شال و بانی هانت اشاره کرد. این نخستین فیلم از مجموعه داستان اسباب‌بازی بود که توسط لستر کارگردانی نشد؛ هرچند او به‌عنوان تهیه‌کننده اجرایی در پروژه حضور داشت. کارگردانی این قسمت را لی آنکریچ بر عهده گرفت که پیش‌تر تدوین‌گر دو فیلم نخست و کارگردان مشترک قسمت دوم بود. داستان اسباب‌بازی ۳ به پرفروش‌ترین فیلم پیکسار در زمان خود تبدیل شد و در داخل آمریکا از در جستجوی نمو پیشی گرفت، تا اینکه در سال ۲۰۱۶ توسط در جستجوی دوری و در سطح جهانی در سال ۲۰۱۸ توسط شگفت‌انگیزان ۲ رکوردش شکسته شد. این فیلم بیش از مجموع فروش دو فیلم اول درآمد کسب کرد و به اولین فیلم پویانمایی تبدیل شد که از مرز ۱ میلیارد دلار عبور کرد. در اوت ۲۰۱۰، این فیلم با پیشی گرفتن از شرک ۲، به پرفروش‌ترین فیلم پویانمایی تاریخ تبدیل شد، تا اینکه در مارس ۲۰۱۴ این رکورد را به یخ‌زده، دیگر محصول دیزنی، واگذار کرد. این فیلم در ۲ نوامبر ۲۰۱۰ بر روی دی‌وی‌دی و بلوری منتشر شد.

### داستان اسباب‌بازی ۴ (۲۰۱۹)
داستان اسباب‌بازی ۴، چهارمین قسمت از این فرنچایز، در ۲۱ ژوئن ۲۰۱۹ اکران شد. این فیلم مدتی پس از داستان اسباب‌بازی ۳ روایت می‌شود و نشان می‌دهد که وودی، باز و دیگر اسباب‌بازی‌ها زندگی خوبی را در کنار صاحب جدیدشان، بانی سپری می‌کنند. در اولین روز مهدکودک، بانی از یک چنگال یک‌بارمصرف یک اسباب‌بازی جدید به نام فورکی (با صداپیشگی تونی هیل) می‌سازد. وودی، که اخیراً مورد بی‌توجهی بونی قرار گرفته، تصمیم می‌گیرد که شخصاً از فورکی مراقبت کند. در جریان یک سفر جاده‌ای با خانواده بانی، وودی با خوشحالی دوست قدیمی‌اش، بو پیپ (با صداپیشگی آنی پاتس) را می‌یابد؛ اسباب‌بازی‌ای که در فاصله بین داستان اسباب‌بازی ۲ و داستان اسباب‌بازی ۳ از او جدا شده بود. در این میان، وودی با ترس از تبدیل شدن به یک اسباب‌بازی گمشده مواجه می‌شود. ریکلز که پیش‌تر صداپیشگی شخصیت آقای سیب‌زمینی را بر عهده داشت، در سال ۲۰۱۷، پیش از آغاز تولید فیلم، درگذشت. بااین‌حال، پیکسار از آرشیو صدای او برای حفظ حضورش در این قسمت استفاده کرد. از دیگر صداپیشگان جدید این فیلم می‌توان به کیگان-مایکل کی، جوردن پیل، کیانو ریوز، الی ماکی و کریستینا هندریکس اشاره کرد. فیلم در ابتدا در نوامبر ۲۰۱۴ طی یک تماس سرمایه‌گذاری معرفی شد و قرار بود لستر آن را کارگردانی کند، گلین ساسمن تهیه‌کننده آن باشد و رشیدا جونز و ویل مک‌کورمک فیلم‌نامه را براساس داستانی از لستر، اندرو استنتون، پیت داکتر و لی آنکریچ بنویسند. بااین‌حال، در سال ۲۰۱۷، لستر از سمت خود در پیکسار کناره‌گیری کرد اما همچنان به‌عنوان مشاور در پروژه حضور داشت. در نتیجه، جاش کولی به‌عنوان کارگردان فیلم انتخاب شد و جوناس ریورا جایگزین ساسمن به‌عنوان تهیه‌کننده شد. در همان سال، جونز و مک‌کورمک از پروژه خارج شدند و استفانی فولسوم جایگزین آنها شد. به دلیل بازنویسی گسترده فیلم‌نامه، بخش زیادی از نسخه اولیه حذف شد که این امر باعث تأخیر در اکران فیلم شد.

### داستان اسباب‌بازی ۵ (۲۰۲۶)
در فوریه ۲۰۱۹، آلن علاقه خود را به ساخت فیلم پنجم ابراز کرد. او توضیح داد که از آنجا که داستان اسباب‌بازی ۴ این مجموعه را از چارچوب یک سه‌گانه خارج کرده، دلیلی نمی‌بیند که ساخت قسمت دیگری غیرممکن باشد. بااین‌حال، در مه ۲۰۱۹، هنکس در شوی الن دی‌جنرس اعلام کرد که داستان اسباب‌بازی ۴ آخرین قسمت این مجموعه خواهد بود. اما مارک نیلسن، تهیه‌کننده فیلم، فاش کرد که پیکسار احتمال ساخت قسمت پنجم را رد نمی‌کند. در فوریه ۲۰۲۳، باب ایگر، مدیرعامل دیزنی، اعلام کرد که این مجموعه ادامه خواهد یافت و فیلم‌های جدیدی از آن ساخته خواهد شد. در همان زمان، آلن نیز تأیید کرد که بار دیگر صداپیشگی باز را بر عهده خواهد داشت. در ادامه همان ماه، پیت داکتر، مدیر ارشد خلاقیت پیکسار، اظهار داشت که فیلم جدید شگفت‌انگیز خواهد بود و شامل چیزهایی خواهد شد که قبلاً در این مجموعه دیده نشده‌اند. در ژوئن ۲۰۲۳، داکتر تأیید کرد که وودی نیز در این فیلم بازخواهد گشت. در آوریل ۲۰۲۴، اعلام شد که داستان اسباب‌بازی ۵ در ۱۹ ژوئن ۲۰۲۶ اکران خواهد شد. در ژوئن ۲۰۲۴، داکتر اعلام کرد که اندرو استنتون کارگردانی این قسمت را بر عهده خواهد داشت. در اوت ۲۰۲۴، در نمایشگاه دی۲۳، مشخص شد که داستان فیلم درباره اسباب‌بازی‌هایی خواهد بود که با فناوری مبارزه می‌کنند و همچنین شامل ارتشی از اکشن فیگورهای باز لایتیر خواهد بود که توسط کامپیوترها کنترل می‌شوند. علاوه بر این، مک‌کنا هریس به‌عنوان کارگردان مشترک به پروژه پیوست.

## مجموعه‌های تلویزیونی

### توی استوری تونز (۲۰۱۱–۲۰۱۲)
مجموعه‌ای متشکل از سه فیلم کوتاه: تعطیلات هاوایی، ریزه میزه و رکس پارتی جور کن

### فورکی سوال می‌پرسد(۲۰۱۹–۲۰۲۰)
مجموعه‌ای از فیلم‌های کوتاه با عنوان فورکی سوال می‌پرسد برای دیزنی پلاس، با شخصیت جدید فورکی از داستان اسباب‌بازی ۴ (با صداپیشگی تونی هیل)، در زمان راه‌اندازی این سرویس در ۱۲ نوامبر ۲۰۱۹ منتشر شد.

### پیکسار پاپ کورن (۲۰۲۱)
پیکسار پاپ کورن دارای سه فیلم کوتاه داستان اسباب‌بازی، به سوی تناسب اندام و فراتر از آن و دو فلافی استاف و به همراه فیلم‌های کوتاه داکی و بانی، سه سر و عشق است که در ۲۱ ژانویه ۲۰۲۱ منتشر شد.

## ویژه‌های تلویزیونی
پیکسار همچنین دو قسمت ویژه تلویزیونی ۲۲ دقیقه‌ای داستان اسباب‌بازی را برای ای‌بی‌سی ساخته است. آنها همچنین آنها را در شبکه دیزنی، دیزنی اکس‌دی و دیزنی جونیور پخش می‌کنند.

### داستان اسباب‌بازی ترور!(۲۰۱۳)
داستان اسباب‌بازی ترور! یک قسمت ویژه با تم هالووین بود که در ۱۶ اکتبر ۲۰۱۳ پخش شد.

### داستان اسباب‌بازی: آن زمان که فراموش کرد(۲۰۱۴)
داستان اسباب‌بازی: آن زمان که فراموش کرد یک قسمت ویژه با تم کریسمس بود که در ۲ دسامبر ۲۰۱۴ پخش شد.

## اکران

### عملکرد گیشه
| فیلم                | تاریخ انتشار ایالات متحده | گیشه ناخالص           | گیشه ناخالص      | گیشه ناخالص        | رتبه‌بندی تمام وقت     | رتبه‌بندی تمام وقت | بودجه           | منابع         |
| فیلم                | تاریخ انتشار ایالات متحده | ایالات متحده و کانادا | قلمروهای دیگر    | در سراسر جهان      | ایالات متحده و کانادا | در سراسر جهان     | بودجه           | منابع         |
| ------------------- | ------------------------- | --------------------- | ---------------- | ------------------ | --------------------- | ----------------- | --------------- | ------------- |
| داستان اسباب بازی   | ۲۲ نوامبر ۱۹۹۵            | ۱۹۱٬۷۹۶٬۲۳۳ دلار      | ۱۸۱٬۷۵۷٬۸۰۰ دلار | ۳۷۳٬۵۵۴٬۰۳۳ دلار   | ۲۲۲                   | ۳۲۹               | ۳۰ میلیون دلار  | [ ۳۲ ]        |
| داستان اسباب بازی ۲ | ۲۴ نوامبر ۱۹۹۹            | ۲۴۵٬۸۵۲٬۱۷۹ دلار      | ۲۵۱٬۵۱۴٬۶۹۰ دلار | ۴۹۷٬۳۶۶٬۸۶۹ دلار   | ۱۳۰                   | ۲۱۱               | ۹۰ میلیون دلار  | [ ۳۳ ]        |
| داستان اسباب بازی ۳ | ۱۸ ژوئن ۲۰۱۰              | ۴۱۵٬۰۰۴٬۸۸۰ دلار      | ۶۵۱٬۹۶۴٬۸۲۳ دلار | ۱٬۰۶۶٬۹۶۹٬۷۰۳ دلار | ۲۸                    | ۳۱                | ۲۰۰ میلیون دلار | [ ۳۴ ]        |
| داستان اسباب بازی ۴ | ۲۱ ژوئن ۲۰۱۹              | ۴۳۳٬۳۷۹٬۹۱۰ دلار      | ۶۳۴٬۷۷۱٬۳۸۳ دلار | ۱٬۰۶۸٬۱۵۱٬۲۹۳ دلار | ۲۲                    | ۳۰                | ۲۰۰ میلیون دلار | [ ۳۵ ] [ ۳۶ ] |
| جمع                 | جمع                       |                       |                  |                    | ۱۹                    | ۲۰                | ۵۲۰ میلیون دلار | [ نکته ۱ ]    |

### واکنش منتقدان و عموم
| فیلم                | راتن تومیتوز                                | متاکریتیک     | سینماسکور |
| ------------------- | ------------------------------------------- | ------------- | --------- |
| داستان اسباب بازی   | ۱۰۰٪ (میانگین امتیاز ۹٫۰۱ / ۱۰) (۸۵ بررسی)  | ۹۵ (۲۶ بررسی) | A         |
| داستان اسباب بازی ۲ | ۱۰۰٪ (میانگین امتیاز ۸٫۶۸ / ۱۰) (۱۶۹ بررسی) | ۸۸ (۳۴ بررسی) | A +       |
| داستان اسباب بازی ۳ | ۹۸٪ (میانگین امتیاز ۸٫۸۷ / ۱۰) (۳۰۴ بررسی)  | ۹۲ (۳۹ بررسی) | A         |
| داستان اسباب بازی ۴ | ۹۷٪ (۸٫۳۹ / ۱۰ میانگین امتیاز) (۴۰۲ بررسی)  | ۸۴ (۵۷ بررسی) | A         |

#### ویژه‌های تلویزیون
| فیلم                                     | راتن تومیتوز                               | متاکریتیک    |
| ---------------------------------------- | ------------------------------------------ | ------------ |
| داستان اسباب بازی ترور!                  | ۹۴٪ (میانگین امتیاز ۸٫۰۴ / ۱۰) (۱۶ بررسی)  | ۸۰ (۷ بررسی) |
| داستان اسباب بازی که زمان فراموش کرده‌است | ۱۰۰٪ (میانگین امتیاز ۷٫۹۲ / ۱۰) (۱۰ بررسی) | ۸۱ (۸ بررسی) |

### جوایز
| Category                               | شصت و هشتمین دوره جوایز اسکار فیلم اول | هفتاد و دومین دوره جوایز اسکار فیلم دوم | هشتاد و سومین دوره جوایز اسکار فیلم سوم |
| -------------------------------------- | -------------------------------------- | --------------------------------------- | --------------------------------------- |
| جایزه اسکار بهترین فیلم                |                                        |                                         | نامزدشده                                |
| جایزه اسکار بهترین فیلم پویانمایی      | Award not yet introduced               | Award not yet introduced                | برنده                                   |
| جایزه اسکار بهترین فیلم‌نامه اقتباسی    |                                        |                                         | نامزدشده                                |
| جایزه اسکار بهترین موسیقی فیلم         | نامزدشده                               |                                         |                                         |
| جایزه اسکار بهترین فیلم‌نامه غیراقتباسی | نامزدشده                               |                                         |                                         |
| جایزه اسکار بهترین ترانه               | نامزدشده                               | نامزدشده                                | برنده                                   |
| جایزه اسکار بهترین تدوین صدا           |                                        |                                         | نامزدشده                                |
| Special Achievement Award              | برنده                                  |                                         |                                         |